# Droit anglo-mahométan

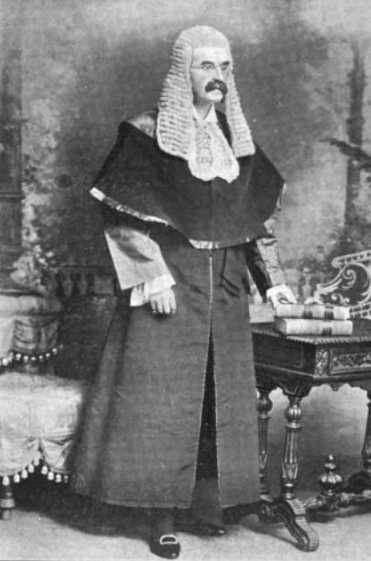
Un juge britannique ayant officié dans les colonies des Indes orientales.

Le droit anglo-mahométan (parfois traduit par droit anglo-musulman) est un ensemble de normes historiquement appliquées dans les colonies asiatiques de l'empire britannique. Elles se sont développées de manière hybride, à partir de la réinterprétation du droit islamique local ancien et contemporain par les juges coloniaux britanniques. L'importance de cette construction a augmenté au long de l'histoire coloniale, étant appliquée aussi avec quelques adaptations au Soudan, au Nigeria, en Palestine, et en Afrique orientale.
Cette doctrine anglo-mahométane a influencé l'actuel droit de la famille pakistanais. Elle influence aussi dans une certaine mesure le droit islamique au Royaume-Uni tel que pratiqué par le Islamic Sharia Council (en) et le Muslim Arbitration Tribunal (en).